# Cuộc đua kỳ thú (mùa 1)
Mùa thứ nhất của chương trình Cuộc đua kỳ thú được phát sóng vào lúc 20:00 tối thứ sáu hàng tuần trên kênh VTV3 từ ngày 18 tháng 5 đến ngày 10 tháng 8 năm 2012. Đây là mùa đầu tiên của loạt chương trình truyền hình Việt Nam Cuộc đua kỳ thú dựa trên phiên bản gốc The Amazing Race của Hoa Kỳ. Dustin Nguyễn là người dẫn chương trình của mùa này.
Đội Baggio & Thành Phúc đã giành chiến thắng trong Cuộc đua kỳ thú mùa đầu tiên.

## Sản xuất

### Quay phim
Hạn chót nộp đơn ban đầu vào ngày 23/3/2012. Các đội vào vòng bán kết được phòng vấn vào ngày 24/3/2012 tại Thành phố Hồ Chí Minh vào ngày 26/3/2012 tại Hà Nội. Quay phim diễn ra vào khoảng tháng 3, 4/2012.

### Đội thi
10 cặp người chơi tham gia chương trình đã được tuyển chọn từ vòng sơ loại. Các thí sính tham dự không phân biệt độ tuổi, giới tính, nghề nghiệp và vùng miền.

## Các chặng đua

### Chặng 1 (Hà Nội)

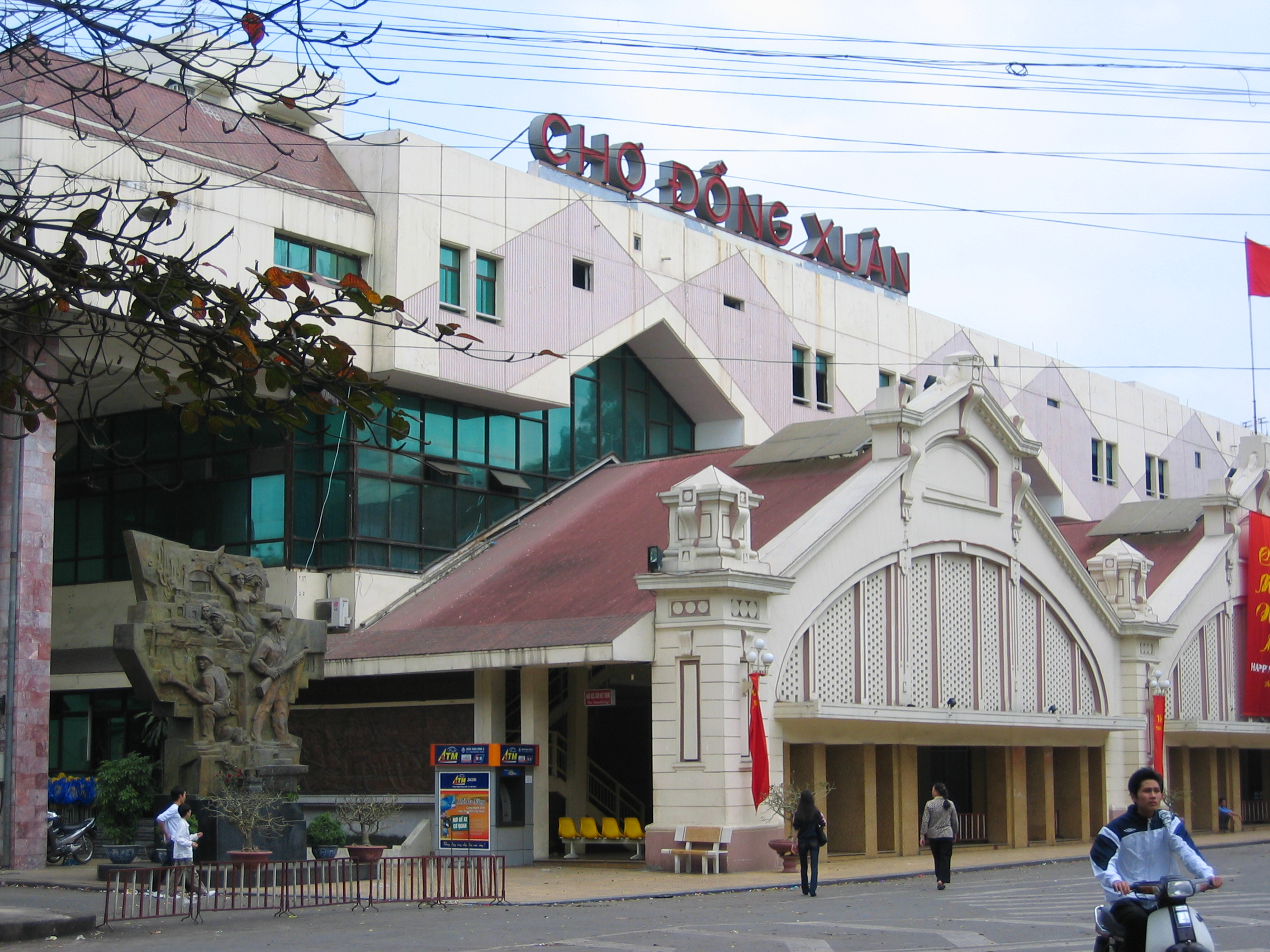
Chợ Đồng Xuân, nơi các đội bắt đầu và kết thúc thực hiện thử thách Phố giăng mắc cửi của Lựa chọn kép

- Hà Nội (Sân vận động Quốc gia Mỹ Đình) (Điểm xuất phát)
- Hà Nội (Đường Thanh Niên)
- Hà Nội (Viện bảo tàng Lịch sử Việt Nam)

Trong Vượt rào, thành viên của mỗi đội phải du dây từ nóc sân vận động Mỹ Đình ở khán đài A cao 40 mét xuống đất để nhận đầu mối kế tiếp. 
Trong Lựa chọn kép các đội chọn giữa Phố giăng mắc cửi và Bút hoa lưu truyền. Trong Phố giăng mắc cửi, các đội phải đến điểm được đánh dấu ở trước cửa chợ Đồng Xuân, cầm tờ danh sách của chương trình đến các điểm được đánh dấu ở trong phố cổ và lấy hai chiếc mặt nạ có dán logo ở phố hàng Mã, hai chiếc chiếu có dán logo ở phố hàng Chiếu, một ống điếu và một chổi lông gà ở phố hàng Vải rồi mang về điểm đánh dấu ở chợ Đồng Xuân để nhận đầu mối kế tiếp. Trong Bút hoa lưu truyền, các đội phải đến Văn Miếu Quốc Tử Giám, tại đây, 1 thành viên đến gặp ông đồ trẻ để nghe 4 câu thơ và về đọc cho thành viên còn lại chép. Nếu chép đúng, các đội chơi sẽ được nhận đầu mối kế tiếp. Nếu chép sai, các đội sẽ chịu phạt 1 thẻ hương rồi mới nghe và viết lại.
Thử thách phụ
- Tại sân vận động Mỹ Đình, các đội phải tìm đầu mối đầu tiên của chặng đua trên khán đài B của sân vận động này.
- các đội phải tìm hộp đựng đầu mối kế tiếp dọc theo đường Thanh Niên.

### Chặng 2 (Hà Nội→Hòa Bình)

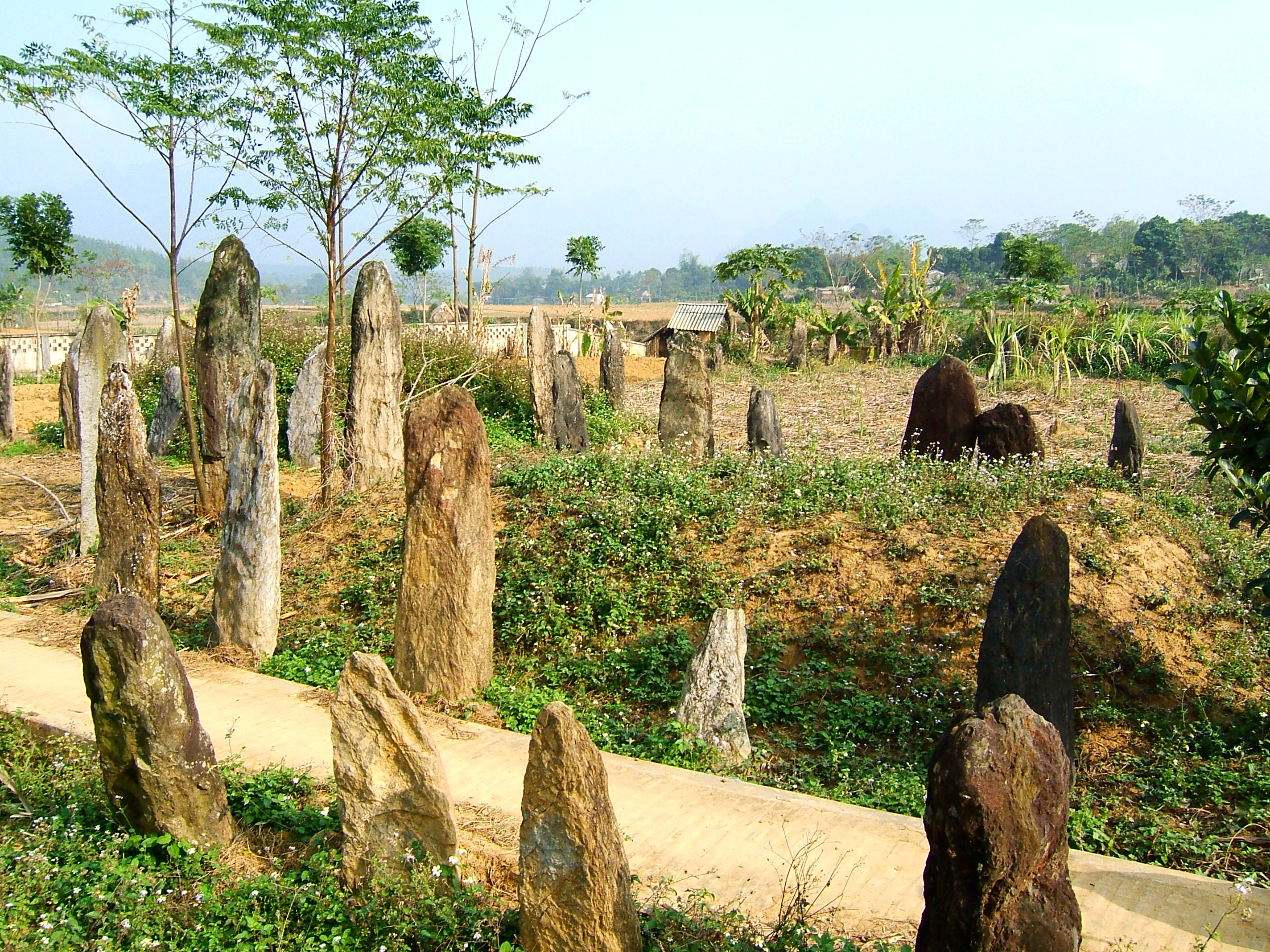
Mộ đá Đống Thếch, nơi các đội thực hiện thử thách Vượt rào

- Hà Nội (Bến xe Mỹ Đình) đi Kim Bôi, Hòa Bình (Bến xe Kim Bôi)
- Kim Bôi (Mộ đá Đống Thếch)
- Hòa Bình (Đập thủy điện Hòa Bình)
- Bình Thanh (Bản Giang Mỗ)

Trong Vượt rào, thành viên của mỗi đội phải tìm bốn con số trên khu mộ đá Đống Thếch là: 1, 2, 5, 8. thành viên đó phải sử dụng bốn con số trên để mở khóa trên chiếc giỏ tre để lấy đầu mối kế tiếp. 
Trong Lựa chọn kép các đội chọn giữa Nông nhàn và Nông vụ. Trong Nông nhàn, các đội phải đi cà keo đến vị trí được dánh dấu sẵn. Trong Nông vụ, các đội phải trồng 2 luống mía (mỗi người 1 luống) sao cho đạt yêu cầu.
Thử thách phụ
- Tại đập thủy điện Hòa Bình, các đội phải xách 1 xô nước từ chân đập leo lên đến đỉnh đập.

### Chặng 3 (Hòa Bình→Ninh Bình)
- Hòa Bình đi Ninh Bình
- Ninh Bình (Núi Kỳ Lân)
- Ninh Bình (Bến Cây Bàng)
- Ninh Bình (Đền Thái Vi)

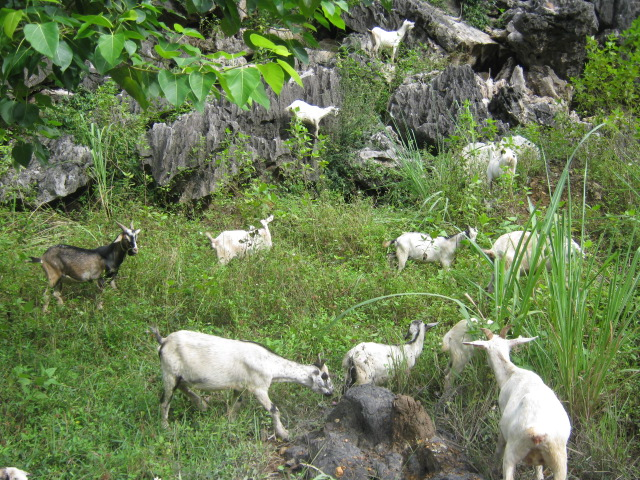
Những con dê núi Ninh Bình xuất hiện trong thử thách Bịt mắt bắt dê của Lựa chọn kép

Trong Lựa chọn kép các đội chọn giữa Cơm cháy lót dạ (Ăn) và Bịt mắt bắt dê (Chơi). Trong Cơm cháy lót dạ, các đội phải đến Đại Nhà hàng tại bến thuyền Tràng An, tại đây các đội phải ăn 40 đĩa cơm cháy (mỗi người 20 đĩa). Trong Bịt mắt bắt dê, các đội phải đến trại dê Anh Lực, 1 thành viên trong đội bịt mắt bằng 1 dải lụa, thành viên còn lại sẽ chỉ thành viên đó con dê cần bắt (phải bắt con dê có buộc vải trùng mau khăn bịt mắt của đội đó).
Trong Vượt rào, thành viên của mỗi đội phải lên Tam Quan trên bến Cây Bàng tìm chú tiểu, tại đây, chú tiểu yêu cầu họ phải đếm số bậc thang từ bến đò đến cổng Tam Quan trong khi nghe đọc tóm lược về triều đại nhà Trần. Nếu trả lời đúng 214 bậc, chú tiểu sẽ đưa cho thành viên đó đầu mối kế tiếp.
Thử thách phụ
- Tại núi Kỳ Lân, các đội phải leo lên vọng cảnh trên đỉnh núi để lấy đầu mối kế tiếp.
- Khi đến bến đò cũ, các đội phải tự chèo thuyền đến bến Cây bàng theo chỉ dẫn ở 2 bên bờ.

### Chặng 4 (Ninh Bình)
- Ninh Bình (Chùa Bái Đính)

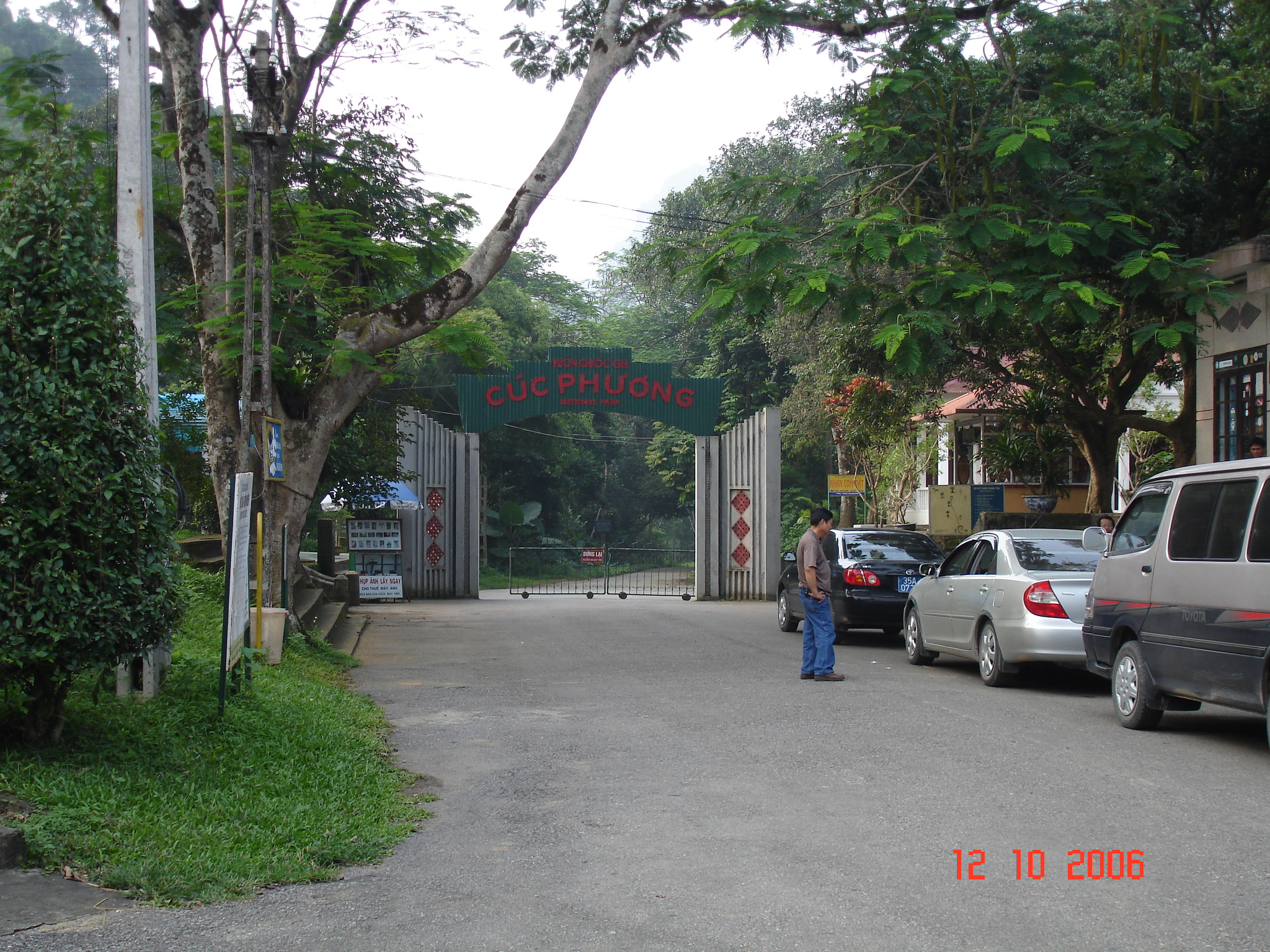
Cổng vào vườn quốc gia Cúc Phương

- Ninh Bình (Vườn quốc gia Cúc Phương, động Người Xưa)
- Ninh Bình (Vườn quốc gia Cúc Phương)
- Ninh Bình (Vườn quốc gia Cúc Phương, nhà sàn khu trung tâm B)

Trong Lựa chọn kép các đội chọn giữa Rừng rậm và Rừng thưa. Trong Rừng rậm, các đội phải đạp xe đến Khu trung tâm A, Vườn quốc gia Cúc Phương, tại đây các đội phải tìm đầu mối kế tiếp nằm trong khu vực rừng được đánh dấu. Trong Rừng thưa, 2 thành viên của đội chơi bị cột chân vào nhau và cả hai phải cùng bò qua mạng nhện dây thừng, các đội sẽ nhận được đầu mối kế tiếp nếu không làm chuông rung.
Trong Vượt rào, thành viên của mỗi đội phải bò vào bên trong chuồng trăn, rắn để lấy đầu mối kế tiếp.
Thử thách phụ
- Tại chùa Bái Đính, các đội phải 1 người thợ chụp ảnh để lấy đầu mối kế tiếp.
- Các đội phải đạp xe từ chùa Bái Đính đến vườn quốc gia Cúc Phương. Lộ trình dài 50 km.

### Chặng 5 (Ninh Bình→Đà Nẵng)

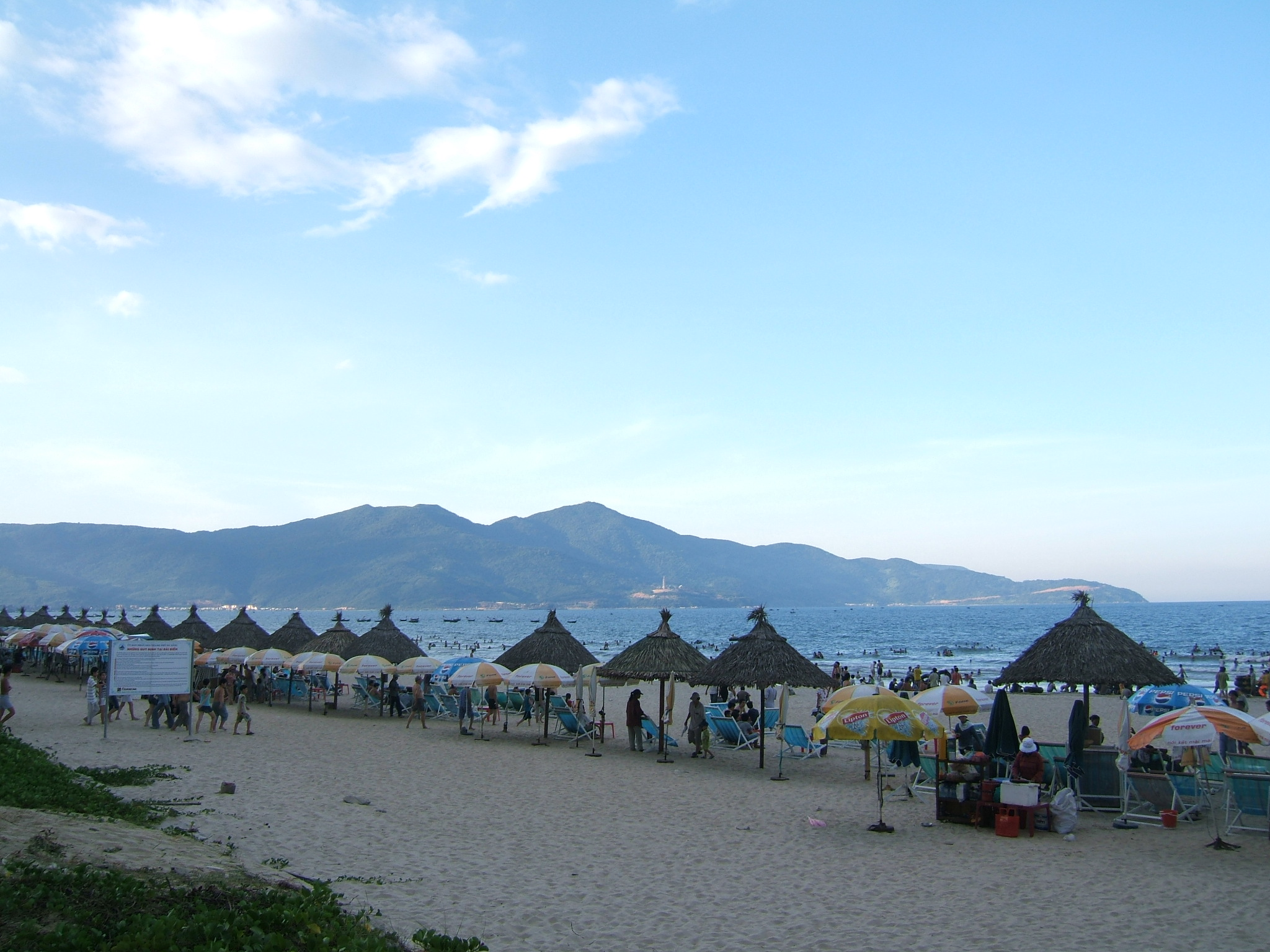
Đội chơi phải cạo đầu khách trong thử thách Nhảy cóc ở bãi biển Mỹ Khê

- Nình Bình (Ga Ninh Bình) đi Đà Nẵng (Ga Đà Nẵng)
- Đà Nẵng (Ga Đà Nẵng)  (Bãi biển Mỹ Khê)
- Đà Nẵng (Bà Nà)
- Đà Nẵng (Câu lạc bộ Golf Đà Nẵng)
- Đà Nẵng (Resort Fusion Maia)

Thử thách Nhảy cóc đầu tiên của cuộc đua yêu cầu đội chơi phải đến bãi biển Mỹ Khê để tìm một người bất kì và cạo trọc đầu người đó.
Trong Lựa chọn kép các đội chọn giữa Hoa tay và Lòng tay. Trong Hoa tay, các đội phải đến cơ sở điêu khắc đá thuộc làng mĩ nghệ đá Non Nước, 1 thành viên phải đứng làm tượng để cho thành viên còn lại vẽ lên người chỉ bằng 1 ngón tay. Trong Lòng tay, các đội phải đến resot Sandy Beach trên bãi biển Non Nước, các đội phải đến vị trí bãi cát được đánh dấu sẵn và tự tay đào lên để lấy đầu mối kế tiếp bị côn vùi dưới cát.
Trong Vượt rào, thành viên của mỗi đội phải bưng 2 chai nước tăng lực Sting 1 tay sao cho 1 chai không bị đổ bể trong vòng 3 phút. Người chơi đó phải tìm được người khách giữ sticker của chương trình để đối lấy đầu mối kế tiếp.
Thử thách phụ
- Tại ga Đà Nẵng, các đội phải tìm đầu mối kế tiếp ở sân ga.
- Khi đến Câu lạc bộ Golf Đà Nẵng, các đội phải bốc thăm. Thành viên chọn quả bóng có chữ "Đánh" là người chơi golf, thành viên chọn quả bóng có chữ "Mang" phải có miện vụ mang dụng cụ chơi golf.Khi đánh quả bóng golf vào lỗ, đội chơi sẽ nhận dược đầu mối kế tiếp.

### Chặng 6 (Đà Nẵng → Quảng Nam)

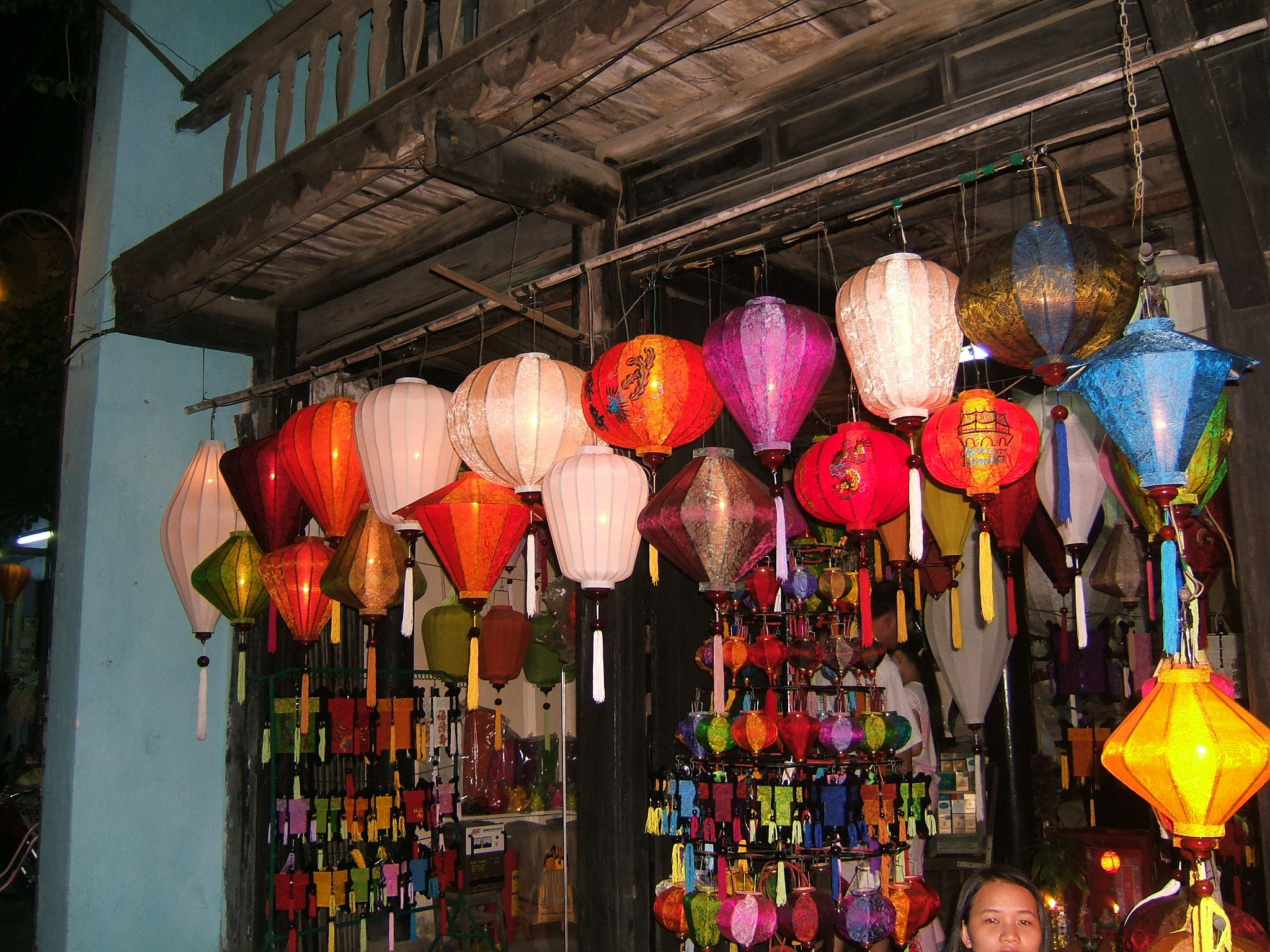
Các đội chơi phải làm những chiếc đèn lồng trong thử thách Trang trọng của Lựa chọn kép

- Hội An, Quảng Nam (Làng gốm Thanh Hà)
- Hội An (Trung tâm bảo tồn Di sản Văn hóa Hội An)
- Hội An (Xưởng may Yali)
- Hội An (Bảo tàng lịch sử Hội An)
- Hội An (Sông Hoài)

Trong Vượt rào, thành viên của mỗi đội phải đến xưởng may Yali để may một cái vỏ gối từ những mảnh lụa đã chuẩn bị sẵn.
Trong Lựa chọn kép các đội chọn giữa Trang trọng và Trang trải. Trong Trang Trọng, các đội phải đến Công viên Kazimierz để làm 1 chiếc đèn lồng theo quy trình truyền thống. Trong Trang trải, các đội phải đến đường Trần Phú để nhận xe bánh chiên và phải bán 400.000 đồng bánh chiên dọc theo các khu phố đã được chỉ định.
Thử thách phụ
- Tại làng gốm Thanh Hà, các đội phải làm 1 bình gốm đúng mẫu để nhận đầu mối kế tiếp.
- Các đội chơi phải mang một chiếc thuyền thúng và một chiếc xe đạp đến Trung tâm bảo tồn Di sản Văn hóa Hội An để nhận đầu mối kế tiếp.

### Chặng 7 (Quảng Nam → Thừa Thiên Huế)

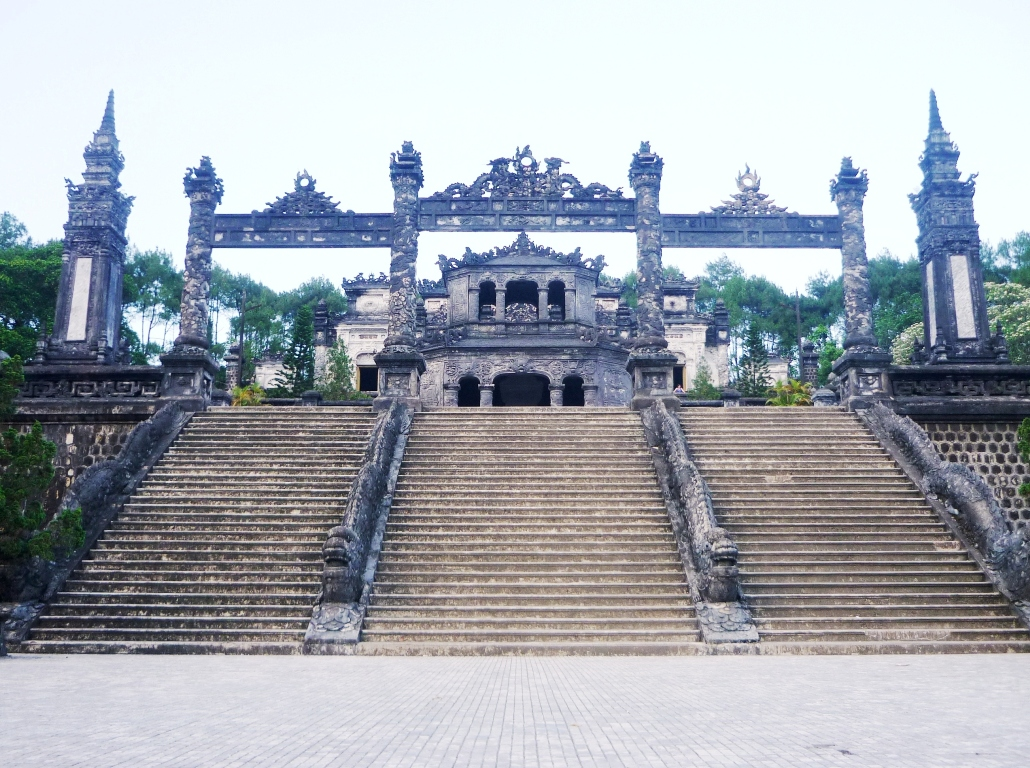
Các đội chơi phải ghép hoàn chỉnh bức tranh và tìm câu trả lời cho địa điểm tiếp theo ở lăng Khải Định

- Huế, Thừa Thiên Huế (Cầu ngói Thanh Toàn, làng Thanh Thủy Chánh)
- Huế (Lăng Khải Định)
- Huế (Lăng Minh Mạng)
- Huế (Bia Quốc Học)
- Huế (Thế Miếu, cố đô Huế)

Trong Lựa chọn kép các đội chọn giữa Thân ngọc mình ngà và Lưng dài vai rộng. Trong Thân ngọc mình ngà, các đội phải đến đình Dạ Lê Thượng để làm 400 cây hương. Trong Lưng dài vai rộng, các đội phải đến địa diệm đã được đánh dấu sẵn tại phường Mỹ Châu, Hương Thủy.Tại đây, các đội phải hạ vượt mặt 6 tay vật chuyện nghiệp sao cho không một ai bị thương và 1 thành viên không bị lấn vạch.
Trong Vượt rào, thành viên của mỗi đội phải nhớ mặt và thới gian trị vì của 7 vị vua triều Nguyễn: Gia Long (18 năm), Minh Mạng (21 năm), Tự Đức (36 năm), Thành Thái (19 năm), Duy Tân (10 năm), Khải Định (10 năm) và Bảo Đại (20 năm). Sau đó, thành viên đó phải lấy tối đa 20 thẻ bài (các thẻ bài có giá trị là 1, 2, 5 và 10 năm) đem đến Minh Lâu và cắm trước hình các vị vua.Nếu cắm đúng số năm trị vì của các triều vua, người chơi đó sẽ nhận được đầu mối kế tiếp.
Thử thách phụ
- Tại cầu ngói Thanh Toàn, các đội phải tìm bà Trần Thị Diều để nhận đầu mối kế tiếp.
- Tại lăng Khải Định, các đội phải ghép hoàn chỉnh 1 bức tranh để nhận đầu mối kế tiếp.
- Các đội phải mặc những trang phục truyện thống do BTC chuẩn bị sẵn để tìm địa điểm kế tiếp cho đến khi hết chặng này.
- Các đội chơi đạp xích lô đến địa điểm được đánh dấu sẵn trong Thành Nội và đi bộ đến trạm dừng.

### Chặng 8 (Thừa Thiên Huế → Khánh Hòa)

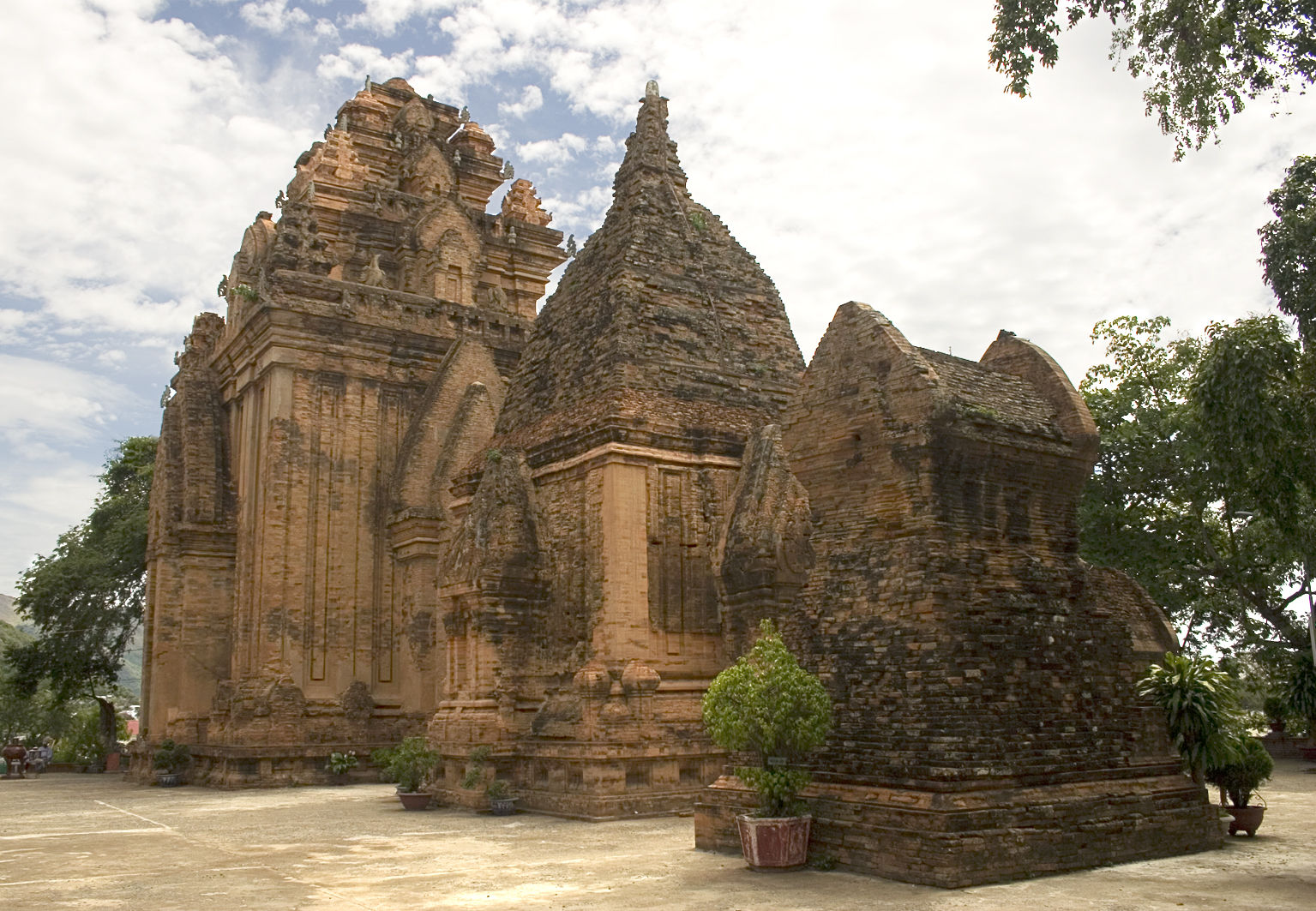
Tháp Po Nagar, điểm dừng chân của chặng thứ 8

- Nha Trang, Khánh Hòa (Nhà văn hóa, thành phố Nha Trang)
- Nha Trang (Khu du lịch Bảo Đại)
- Nha Trang (Mũi Hòn Một)
- Nha Trang (Tháp Po Nagar)

Trong Lựa chọn kép các đội chọn giữa Mềm và Dai. Trong Mềm, các đội phải đến khách sạn Sheraton và dọn 1 chiếc giường theo tiêu chuẩn của khách sạn 5 sao. Trong Dai, các đội cũng phải đến khách sạn Sheraton và tự tay làm 16 bát mì từ bột mì đã chuẩn bị sẵn sao cho sợi mì không bị gãy, đứt trong quá trình làm hoặc đường kính quá lớn.
Trong Vượt rào, thành viên của mỗi đội phải leo qua cầu khỉ thường xuyên bị sóng đánh để lấy đầu mối kế tiếp.
Thử thách phụ
- Tại khu du lịch Bảo Đại, các đội phải đi canô đến bè cá An Tính để bắt ba con cá và mang chúng vào bờ biển Vũng Ngáng để nhận đầu mối kế tiếp.
- Các đội phải chèo Kayak đến mũi Hòn Một và lặn xuống đáy biển trong vòng bán kính 100 mét để lấy đầu mối kế tiếp.

### Chặng 9 (Khánh Hòa → Lâm Đồng)

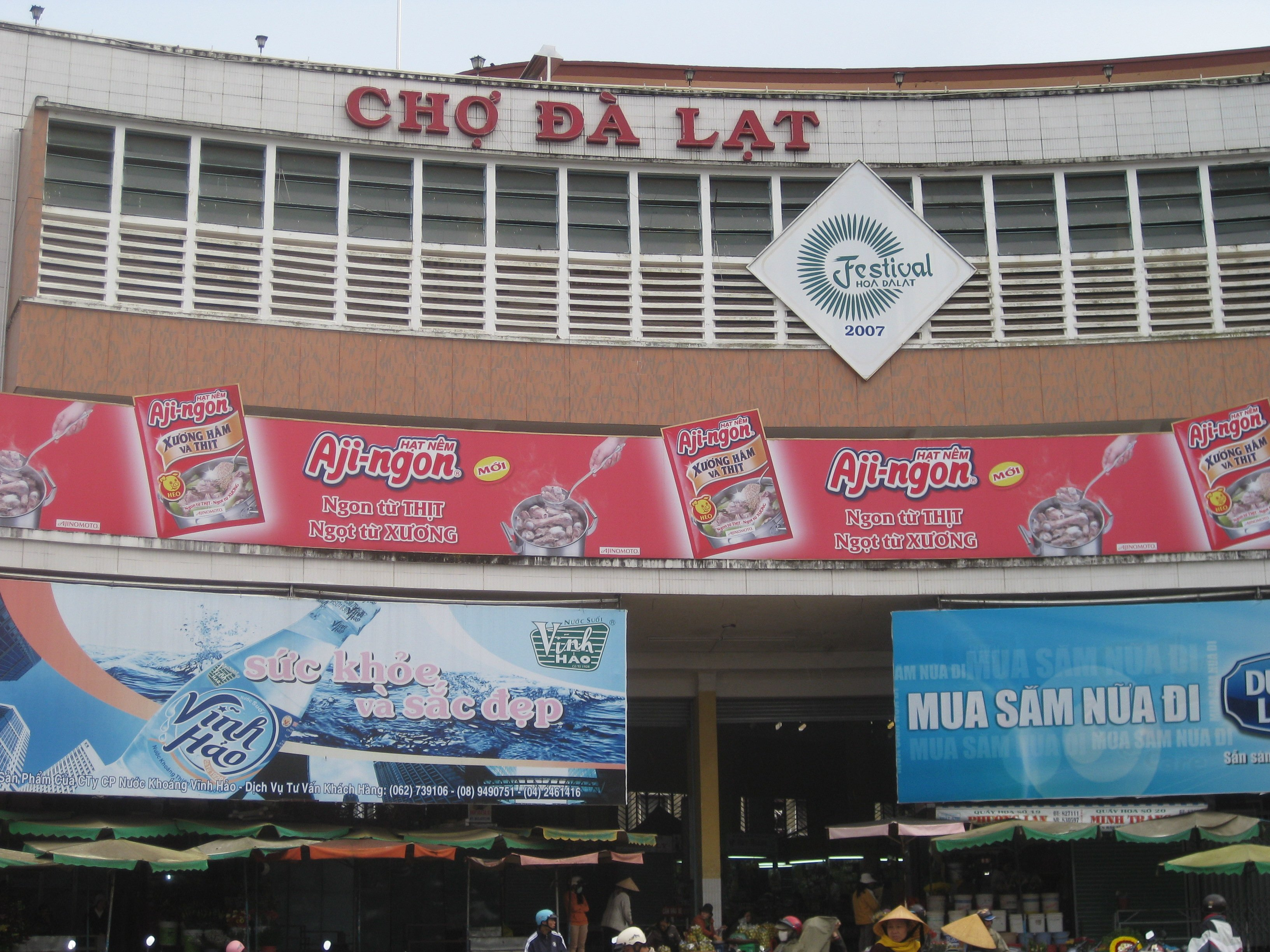
Chợ Đà Lạt, nơi các đội thực hiện thử thách mua quần áo, hoa quả ủng hộ trẻ em ở trung tâm bảo trợ xã hội tỉnh Lâm Đồng

- Nha Trang (Bến xe Nha Trang) đi Đà Lạt, Lâm Đồng (Bến xe Phương Trang)
- Đà Lạt (Biệt điện mùa hè, thành phố Đà Lạt)
- Đà Lạt (Hồ Xuân Hương)
- Đà Lạt (Chợ Đà Lạt)
- Đà Lạt (Trung tâm bảo trợ xã hội tỉnh Lâm Đồng)
- Đà Lạt (Cáp treo Đà Lạt)

Trong Vượt rào thứ nhất của chặng đua, thành viên của mỗi đội phải đu dây từ đỉnh thác Prenn xuống giữa thác để lấy đầu mối kế tiếp.
Trong Vượt rào thứ hai của chặng đua, thành viên còn lại của mỗi đội phải đến đỉnh Langbiang và ngồi trên lưng ngựa bắn trúng hồng tâm để lấy đầu mối kế tiếp.Người chơi đó phải mặc trang phục truyện thống của người K'Ho trước khi thực hiện thử thách này.
Thử thách phụ
- Tại Biệt điện mùa hà, các đội phải cắm 1 bình hoa theo mẫu để nhận đầu mối kế tiếp.
- Các đội phải sử dụng 500.000 để mua một cái áo len, 10 kg gạo, 1 quả bưởi, 8 lon sữa, 1 thùng mì, 1 kg bơ, 12 quả trứng, 1 quả dưa hấu và đạp xe đến trung tâm bảo trợ xã hội tỉnh Lâm Đồng để phát quà cho các trẻ mồ côi và nhận đầu mối kế tiếp.

### Chặng 10 (Lâm Đồng → Bình Thuận)

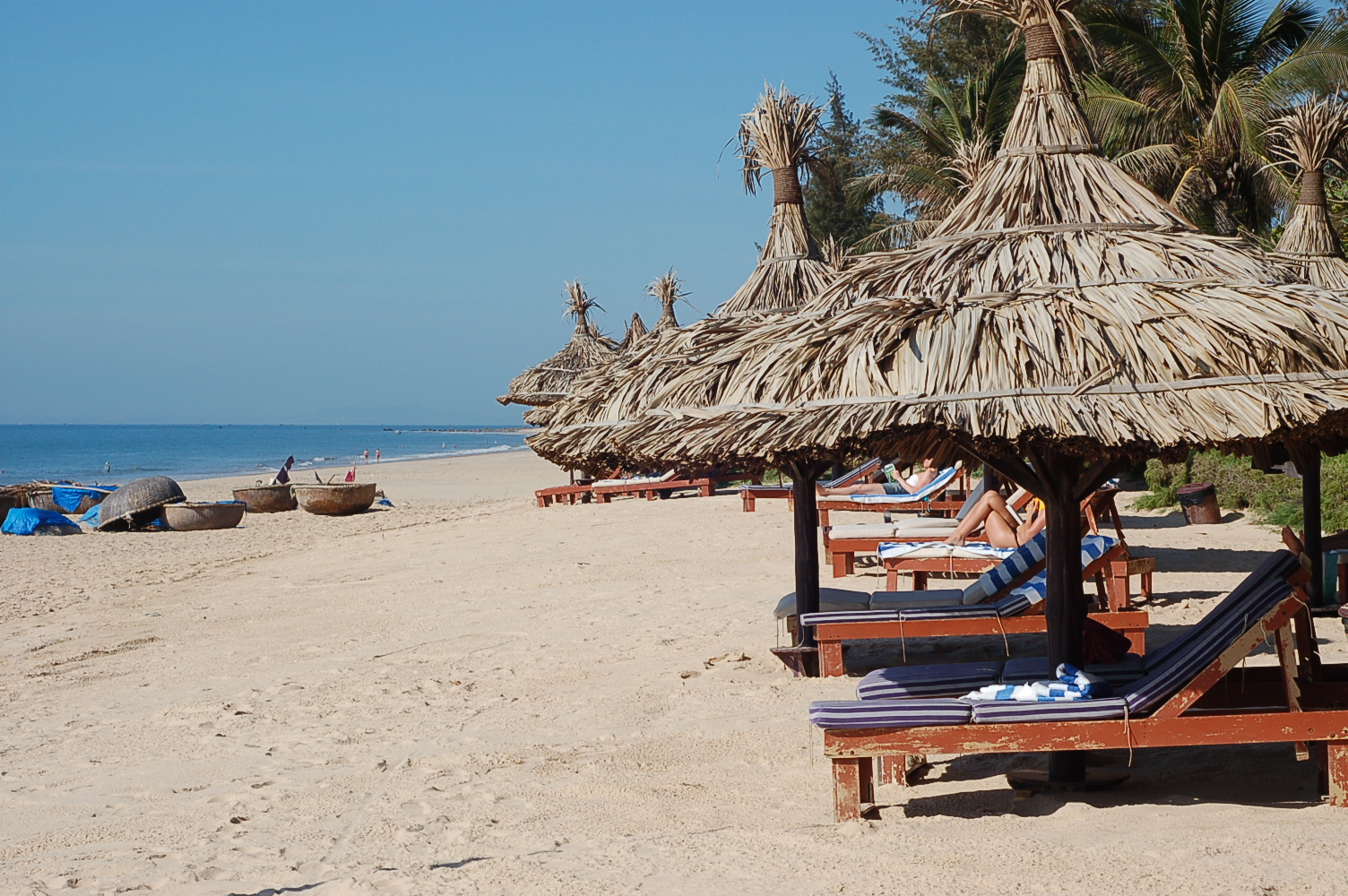
Bãi biển Mũi Né, nơi các đội thực hiện thử thách Biển xanh của Lựa chọn kép

- Mũi Né, Phan Thiết, Bình Thuận (Yên Gia Quán)
- Phan Thiết (CTCP nước mắm Phan Thiết)
- Phan Thiết (Công ty du lịch VidoTour)
- Phan Thiết (Làng chài Bãi Trước)
- Phan Thiết (Bàu Trắng)
- Phan Thiết (Khe Suối Lở)

Trong Lựa chọn kép các đội chọn giữa Biển xanh và Suối đỏ. Trong Biển xanh, các đội phải đến bãi sau Mũi Né và chèo thuyền thúng ra biển tìm một trong 5 chìa khóa được giấu trong chai Sting. Trong Suối đỏ, các đội phải đến Suối Tiên tìm đến nhà cô Dĩa và chở 100 quả dừa bằng xe bò dọc theo Suối Tiên đến nhà chú Chúc sao cho không làm rơi quả nào dọc đường.
Trong Vượt rào, thành viên của mỗi đội phải lái môtô địa hình và đến chỗ để 20 bình gốm và lấy đầu mối kế tiếp theo chỉ dẫn.
Thử thách phụ
- Tại CTCP nước mắm Phan Thiết, các đội nhận được đầu mối được viết bằng tiếng Nga, nhiệm vụ của họ là phải tìm người thông dịch để biết thử thách kế tiếp.
- Các đội phải đến Công ty du lịch VidoTour và tìm chị Chi để được giúp đỡ.
- Các đội phải tháo và bơm 4 bánh xe Jeep để nhận đầu mối kế tiếp trên chiếc xe đó.
- Tại làng chài Bãi Trước, các đội phải tìm đầu mối kế tiếp được giấu trong thuyền thúng.

### Chặng 11 (Bình Thuận → Kiên Giang → TP. Hồ Chí Minh)

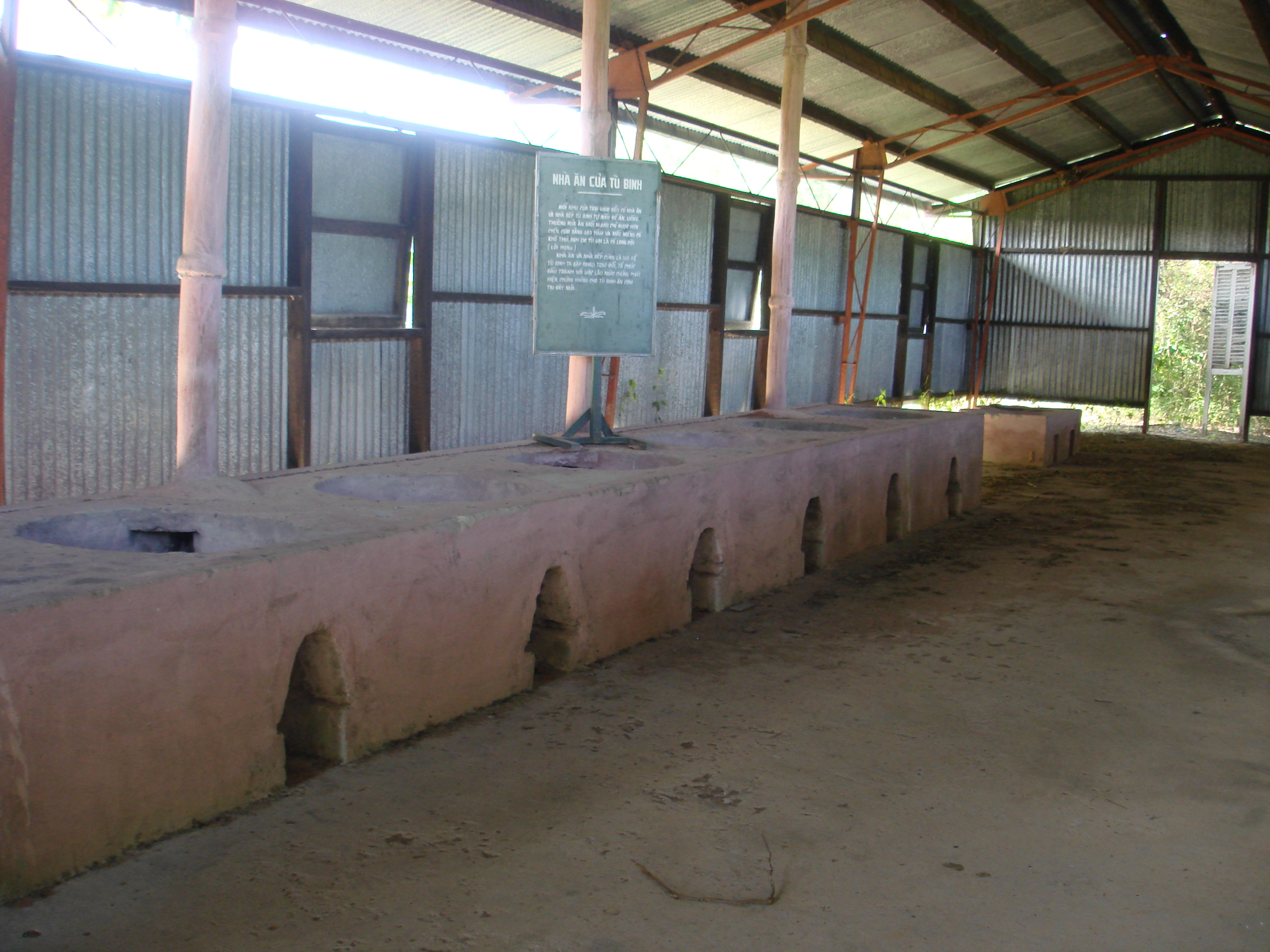
Một thành viên phải trả lời trùng khớp với câu trả lời của thành viên còn lại tại nhà tù Phú Quốc

- Phan Thiết (Bến xe Nam Phan Thiết) đi Thành phố Hồ Chí Minh (Bến xe Miền Đông)
- Thành phố Hồ Chí Minh (Sân bay quốc tế Tân Sơn Nhất) đi Phú Quốc, Kiên Giang (Sân bay Phú Quốc)
- Phú Quốc (Nhà hàng Liên Âu)
- Phú Quốc (Trại nuôi cấy trai ngọc Phú Quốc)
- Phú Quốc (Nhà tù Phú Quốc)
- Phú Quốc (Chez Carole Resot) (Điểm giữa chặng; các đội được gặp Dustin Nguyễn)

- Phú Quốc đi Rạch Giá

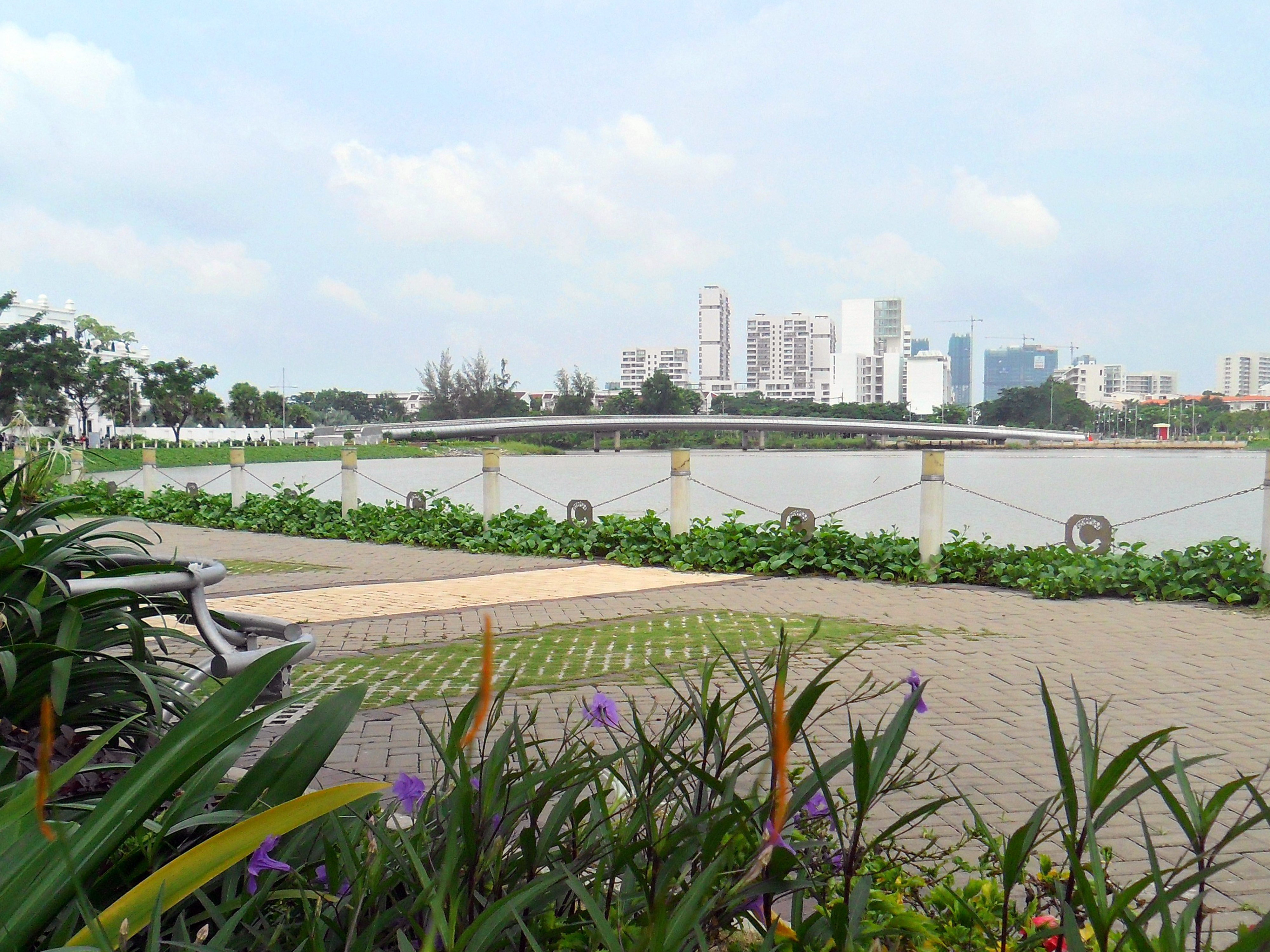
Điểm dừng chân cuối cùng của cuộc đua mùa 1: cầu Ánh Sao

- Rạch Giá (Bến xe Rạch Giá) đi Thành phố Hồ Chí Minh (Bến xe Miền Tây)
- Thành phố Hồ Chí Minh (Trung tâm Thể dục Thể thao quận 4)
- Thành phố Hồ chí Minh (Rạp xiếc công viên 23/9)
- Thành phố Hồ Chí Minh (Phú Mỹ Hưng, cầu Ánh Sao)

Trong Lựa chọn kép các đội chọn giữa Nóng và Lạnh. Trong Nóng, các đội phải đến vườn hồ tiêu và phân loại giữa tiêu tươi và tiêu khô. Trong Lạnh, các đội phải đến phân xưởng nước đá và dùng muỗng đập 6 cây nước đá để lấy đầu mối kế tiếp mắn trong 6 cây bất kì mà không làm xê dịch cây nước đá đó.
Trong Vượt rào, thành viên của mỗi đội phải đến bãi sau Phú Quốc và lấy chìa khóa luồn theo các đường dây nhưng không được cắt dây, sau đó kéo 1 chiếc hòm gỗ lên bờ và dùng chìa khóa đó để mở nó và lấy 3 bức ảnh. Cuối cùng, thành viên đó phải tìm 3 mảnh bản đồ và ghép chúng lại để nhận đầu mối kế tiếp.
Trong nửa sau của chặng dài, Lựa chọn kép yêu cầu các đội chọn giữa Mát mắt và Mát tai. Trong Mát mắt, các đội phải đến Trung tâm đào tạo Vận động viên võ thuật, các đội được xem một bài quyền, sau đó họ phải tập và diễn lại bài quyền đó, nếu võ sư đánh giá là đạt yêu cầu, họ sẽ nhận được đầu mối kế tiếp. Trong Mát tai, các đội phải đến trường Đại học Sân khấu điện ảnh Thành phố Hồ Chí Minh, các đội được xem trích đoạn cải lương chuyện tình Lan và Điệp, sau đó họ phải thuộc lời thoại và diễn lại trích đoạn đó, nếu giảng viên đánh giá là đạt yêu cầu, họ sẽ nhận được đầu mối kế tiếp.
Trong Vượt rào, thành viên của mỗi đội phải đu dây để diện viên xiếc chụp được, sau đó lắc vòng trong thời gian 3 phút mà không làm rơi 1 chiếc vòng. Cuối cùng, thành viên đó phải đứng thăng bằng trong vòng 3 phút. nếu thành công, thành viên đó sẽ nhận được đầu mối kế tiếp.
Thử thách phụ
- Tại Nhà hàng Liên Âu, các đội phải bắt một con lợn rừng có buộc nơ để nhận đầu mối kế tiếp.
- Tại trại nuôi cấy trai ngọc Phú Quốc, các đội phải cấy ngọc cho 10 con trai để nhận đầu mối kế tiếp. Nếu làm chết một con trai hoặc cấy sai vị trí, các đội sẽ bị phạt 5 phút cho 1 lần.
- Tại nhà tù Phú Quốc, 1 thành viên phải vào trong nhà tù trả lời 10 câu hỏi rồi ra gánh 2 sọt dừa. Thành viên còn lại vào các phòng giam để tìm và trả lời câu hỏi. Nếu trả lời đúng, các đội nhận được đầu mối kế tiếp. Nếu trả lời sai, thành viên đầu tiên phải bỏ thêm số trái dứa tương ứng với số câu trả lời sai. Trong quá trình gánh dừa, thành viên đó đặt gánh dừa xuống đất sẽ bị phạt 2 tiếng rồi mới tiếp tục.
- Tại Hồ bơi Trung tâm TDTT quận 4, 1 thành viên bơi vào trong lồng sắt và khóa lại, thành viên còn lại sẽ giải 5 bài toán mà không được sử dụng giấy, bút, máy tính...5 đáp số đó chính là mã để mở khóa lồng sắt. Sau đó các đội lấy 11 là cờ và cắm trên bản đồ Việt Nam những địa điểm mà họ đã đi qua để nhận đầu mối kế tiếp.

### Chặng 12 (TP. HCM → Đồng Nai → Bình Dương → TP. HCM)

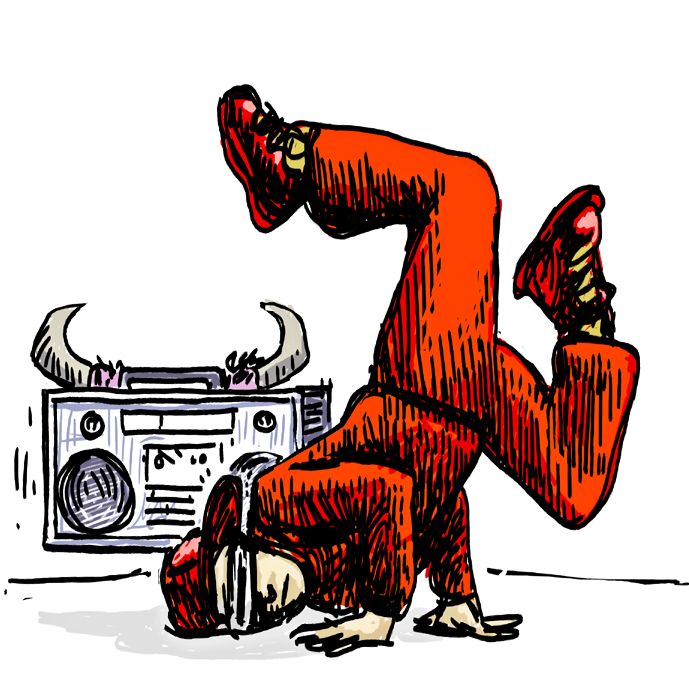
Các đội phải nhảy 1 bài nhảy Breakdance để nhận đầu mối kế tiếp.

- Thành phố Hồ Chí Minh (Công viên Cảnh Viên)
- Biên Hòa, Đồng Nai (Khu công nghiệp AMATA, nhà máy PEPSICO)
- Dĩ An, Bình Dương (Hưng Đạo Container)
- Thành phố Hồ Chí Minh (Cầu Ông Gậy)  (Vạch kết thúc)

Trong Vượt rào thứ nhất của chặng đua, thành viên của mỗi đội phải đi thăng bằng từ container này sang container khác để nhận đầu mối kế tiếp.
Trong Vượt rào thứ hai của chặng đua, thành viên còn lại của mỗi đội phải tập 1 bài võ trong vòng 2 phút và nhập vai vào diễn viên hành động để nhận đầu mối kế tiếp.
Thử thách phụ
- Tại Công viên Cảnh Viên, các đội phải nhảy 1 bài nhảy Breakdance để nhận đầu mối kế tiếp.
- Tại nhà máy PEPSICO, các đội phải xếp thành kim tự tháp từ 286 thùng nước tăng lực Sting để nhận đầu mối kế tiếp.

## Kết quả
| Đội                      | Quan hệ & Màu đội đua | Thứ hạng từng chặng | Thứ hạng từng chặng | Thứ hạng từng chặng | Thứ hạng từng chặng | Thứ hạng từng chặng | Thứ hạng từng chặng | Thứ hạng từng chặng | Thứ hạng từng chặng | Thứ hạng từng chặng | Thứ hạng từng chặng | Thứ hạng từng chặng | Thứ hạng từng chặng | Thứ hạng từng chặng | Thực hiện Vượt rào       | Thứ hạng trung bình |
| Đội                      | Quan hệ & Màu đội đua | 1                   | 2                   | 3                   | 4                   | 5                   | 6                   | 7                   | 8                   | 9                   | 10                  | 1110                | 1110                | 12                  | Thực hiện Vượt rào       | Thứ hạng trung bình |
| ------------------------ | --------------------- | ------------------- | ------------------- | ------------------- | ------------------- | ------------------- | ------------------- | ------------------- | ------------------- | ------------------- | ------------------- | ------------------- | ------------------- | ------------------- | ------------------------ | ------------------- |
| Baggio & Thành Phúc      | Bạn bè                | 6                   | 2                   | 1                   | 3                   | 1ƒ                  | 6                   | 5                   | 3                   | 1                   | 3                   | 3                   | 1                   | 1st                 | Baggio 6, Phúc 8         | 2,8                 |
| Phương Thảo & Minh Hoàng | Tình nhân             | 7                   | 8                   | 6                   | 6                   | 3                   | 4                   | 6                   | 1                   | 5                   | 4                   | 1                   | 3                   | 2nd                 | Thảo 7, Hoàng 8          | 4,3                 |
| Thanh Bằng & Thành Chung | Anh em ruột           | 9                   | 7                   | 5                   | 5                   | 2                   | 1⊃                  | 2                   | 5                   | 3                   | 2                   | 4                   | 2                   | 3rd                 | Bằng 7, Chung 8          | 3,8                 |
| Chí Bình & Hồng Long     | Bạn thân              | 2                   | 4                   | 3                   | 2                   | 5                   | 3                   | 4                   | 28                  | 4                   | 1⊃                  | 2                   | 411                 |                     | Bình 6, Long 7           | 3,0                 |
| Xuân Sơn & Tuấn Anh      | Anh em họ             | 4                   | 1                   | 9                   | 7                   | 7                   | 7⊂                  | 1                   | 4                   | 2                   | 5⊂                  |                     |                     |                     | Sơn 5, Anh 6             | 4,7                 |
| Minh Châu & Trần Châu    | Bạn thân              | 5                   | 6                   | 4                   | 1                   | 4                   | 5                   | 3                   | 6                   |                     |                     |                     |                     |                     | Minh Châu 4, Trần Châu 4 | 4,3                 |
| Gia Bình & Bảo Châu      | Đồng nghiệp           | 10                  | 92                  | 7                   | 8                   | 6                   | 2                   | 7                   |                     |                     |                     |                     |                     |                     | Bình 2, Châu 5           | 7,0                 |
| Thanh Tuấn & Mỹ Trâm     | Vợ chồng              | 3                   | 3                   | 2                   | 4                   | 8                   |                     |                     |                     |                     |                     |                     |                     |                     | Tuấn 2, Trâm 3           | 4,0                 |
| Richie & Mimi            | Tình nhân             | 81                  | 10                  | 84                  | 96                  |                     |                     |                     |                     |                     |                     |                     |                     |                     | Richie 2, Mimi 2         | 8,8                 |
| Thanh Thủy & Minh Thoa   | Bạn thân              | 1                   | 53                  | 10ε                 |                     |                     |                     |                     |                     |                     |                     |                     |                     |                     | Thủy 1, Thoa 1 (5)       | 5,3                 |

1. Richie & Mimi ban đầu về thứ 8 nhưng phải đi vòng lại do vào sai cổng. Tuy nhiên, thứ hạng của họ không thay đổi. Mimi bị ngất xỉu ngay trạm dừng do kiệt sức.
2. Bảo Châu & Gia Bình ban đầu về thứ 9 nhưng bị phạt 30 phút do không về nhất trong chặng này (vì bị đánh dấu loại ở Hà Nội). Tuy nhiên, thứ hạng của họ không thay đổi. Họ đã vượt qua Richie & Mimi trong tích tắc.
3. Thanh Thủy & Minh Thoa ban đầu về thứ 3 nhưng bị phạt 15 phút do đã đi xe ôm thay vì đi taxi theo hướng dẫn; họ đã tụt xuống vị trí thứ 5.
4. Richie & Mimi ban đầu về thứ 5 nhưng bị phạt 30 phút do Mimi cởi áo phao trước khi lên bờ ở bến Cây Bàng (không đảm bảo an toàn); họ đã tụt xuống vị trí thứ 8.
5. Thanh Thủy & Minh Thoa đã sử dụng "Thẻ ưu tiên" để miễn thực hiện thử thách Vượt rào nhưng họ đã về chót.
6. Richie & Mimi không được cấp tiền trong chặng này do không về nhất trong chặng trước (vì bị đánh dấu loại ở Hòa Bình) đồng thời họ bị tịch thu số tiền mà họ đang có.
7. Tuấn Anh & Xuân Sơn ban đầu về thứ 6 nhưng bị phạt 30 phút do quên trả tiền taxi; họ đã tụt xuống vị trí thứ 7.
8. Chí Bình & Hồng Long ban đầu về nhất nhưng bị phạt 45 phút do kéo lưới lên cao để bắt cá dễ hơn ở bè cá An Tính; họ đã tụt xuống vị trí thứ hai.
9. Thành Chung & Thanh Bằng, Baggio & Thành Phúc, Minh Hoàng & Phương Thảo lần lượt ban đầu về nhì, ba, tư nhưng bị phạt 30 phút do thực hiện thử thách Vượt Rào sai chỉ dẫn. Riêng Minh Hoàng & Phương Thảo còn bị xử phạt thêm 30 phút do không về nhất trong chặng này (vì bị đánh dấu loại ở Đà Lạt). Tuy nhiên, thứ hạng của họ không thay đổi.
10. Chặng 11 là chặng đua kép gồm 2 vượt rào và 2 lựa chọn kép, được chia thành 2 tập phát sóng.
11. Chí Bình - Hồng Long ban đầu về đích ở vị trí thứ 3 nhưng bị phạt 90 phút vì bỏ lộ trình tính toán ở Hồ bơi Trung tâm TDTT quận 4. Khi thời gian phạt còn 4 phút, Minh Hoàng - Phuơng Thảo (đội duy nhất theo sau họ) về đích điểm danh trước họ nên Dustin Nguyễn đã loại họ khỏi cuộc đua trong khi còn thời gian phạt.